# La Victoria (Bolívar)
La Victoria es un centro poblado de Hatillo de Loba, departamento de Bolívar, ubicado en la Isla de Mompós a orillas del Río Magdalena, al sur-occidente de la cabecera municipal. Tiene una población aproximada de 2000 habitantes, su economía se basa en la explotación de la pesca y agricultura.
Cuenta con tres calles, y una parte céntrica, donde encontramos la iglesia, el parque central, además posee una Institución Educativa, que va desde preescolar hasta la secundaria.
En lo cultural se celebra las festividades de María Auxiliadora en la fecha del 24 de mayo, donde concurren personalidades de la región para observar las concentraciones que se llevan a cabo, como las cabalgatas, corralejas, procesión, etc.